# Gampopa
Gampopa (em tibetano: སྒམ་པོ་པ་), também conhecido como Sönam Rinchen (em tibetano: བསོད་ནམས་རིན་ཆེན་; Wylie: bsod nams rin chen), Dvagpopa ou Dakpopa, Dhagpo Lhaje ou Dhakpo Lhaje (em tibetano: དྭགས་པོ་ལྷ་རྗེ; Wylie: dwags po lha rje; "o médico de Dhagpo"), Dhagpo Rinpoche ("o mestre de Dhagpo") e Daö Zhönnu (em tibetano: ཟླ་འོད་ཞོན་ནུ་; Wylie: zla 'od gzhon nu) "Candraprabhakumara" (1079 – 1153) foi um professor de budismo tibetano da linhagem Kagyu, médico e mestre tântrico que fundou a linhagem Dagpo Kagyu.

## Biografia
Gampopa nasceu no distrito de Nyal (ou Nyel), no Tibete Central (Ussangue), e foi um estudante de medicina das tradições indiana, chinesa e tibetana quando jovem. Mais tarde em sua vida, ele se moveu para a região de Dakpo (dwags po) no sul do Tibete, onde ficou conhecido como Dakpopa (dwags po pa), o homem de Dakpo. Pelo fato desta região ser próxima aos montes Gampo, também ficou conhecido como Gampopa. Em sua juventude, Gampopa estudou com o lama Nyingma Barey assim como o professor Kadampa Geshe Yontan Drag. Ele se casou com a filha de um homem chamado Chim Jose Darma Wo (mchims jo sras dar ma 'od) onde teve um filho, mas com a morte de ambos, Gampopa renuciou a vida como praticante leigo. Em 1104, com a idade de 25 anos, ele participou da cerimônia de ordenação, no mosteiro Gyachak Ri monastery ('phan yul rgya lcags ri), recebendo o nome Sönam Rinchen (bsod nams rin chen).
Após se tornar monge da linhagem Kadampa e discípulo de Geshe Lodan Sherab, se focou no estudo dos ensinamentos Kadampa. Aos 30 anos, se tornou estudante do iogue Milarepa, sendo instruído por este a prática do Vajravārahī, tummo (gtum mo) e Mahamudra.
A posição de Gampopa na transmissão da linhagem dos ensinamentos do Mahamudra teve como ordem:
- Tilopa (988-1069), o iogue indiano que obteve a transmissão original do Mahamudra.
- Naropa (1016–1100), que rapidamente aperfeiçoou os métodos de iluminação acelerada descrita nos Seis Yogas de Naropa.
- Marpa (1012–1097), o primeiro tibetano da linhagem, responsável pela tradução dos textos Vajrayanas e Mahamudra para a língua tibetana.
- Milarepa (1052–1135), poeta e iogue que superou a relutância de Marpa em transmitir seus ensinamentos, e atingiu a iluminação em apenas uma vida.
- Gampopa, estudante mais importante de Milarepa, que integrou os ensinamentos Kadam de Atisha com o Mahamudra de Tilopa e estabeleceu a linhagem Kagyu.

Após estudar com Milarepa, Gampopa fundou o mosteiro de Daklha Gampo (Dwags lha sgam po) em 1121. Teve muitos estudantes que se tornaram praticantes tântricos, tanto monges quanto leigos. Os ensinamentos de Gampopa foram adicionados aos ensinamentos Lamrim da escola Kadampa juntamente com o Mahamudra e os ensinamentos tântricos da escola Kagyu.